# Рассудов, Павел Юрьевич
Па́вел Ю́рьевич Рассу́дов (род. 12 апреля 1983, Ленинград) — российский политический деятель, предприниматель, политический консультант, психолог, лишён ученной степени кандидата психологических наук. Бывший председатель Пиратской партии России.

## Биография
В 2000 году окончил Санкт-Петербургский лицей № 554.
В 2005 году окончил психологический факультет СПбГУ.
В 2011 году защитил диссертацию по специальности «политическая психология» в Российской академии государственной службы. Позднее сообществом «Диссернет» в работе были обнаружены масштабные некорректные заимствования. В марте 2021 года диссертационным советом при Психологическом институте РАО Рассудов был рекомендован к лишению ученой степени.

## Политическая деятельность
В феврале 2010 года вступил в Пиратскую партию России, в мае того же года избран на пост председателя. Бывший председатель партии Станислав Шакиров был избран на пост вице-председателя партии.
18 января 2012 года проводил пикет у посольства США в Москве против законопроекта SOPA, за что его и ещё одного активиста Пиратской партии задержала милиция.
В июле 2013 года активно выступал против принятия Антипиратского закона. 28 июля вместе со своей партией провёл протестный митинг в Москве, где призвал интернет-пользователей устроить правообладателям «Чёрный август», то есть целый месяц не ходить в кинотеатры и не покупать легальную продукцию.
7 сентября 2013 года ушёл с поста председателя партии, после чего партия перешла на коллективное управление.
В настоящее время Павел Рассудов занимается предпринимательством.
В 2019 году принял участие в выборах в Московскую городскую думу, был зарегистрированным кандидатом (самовыдвижение) по избирательному округу номер 2. Занял последнее место, набрав 2,87% голосов.

## Личная жизнь
Женат на Александре Рассудовой. 6 мая 2012 года у Павла Рассудова родился сын Феликс.